# Стела «Город воинской славы» (Петропавловск-Камчатский)
Па́мятник-сте́ла «Го́род во́инской сла́вы» был открыт 12 сентября 2015 года на берегу Авачинской бухты. Стела установлена в память о присвоении Петропавловску-Камчатскому почётного звания «Город воинской славы».

## История
История города связана со многими известнейшими в мировой истории именами морских офицеров. Город был основан моряками и долгое время возглавлялся офицерами из морского ведомства. Морские офицеры — участники кругосветных плаваний внесли большой вклад в изучение Камчатки. А жители города неоднократно принимали участие в военных действиях на территории полуострова и города. К наиболее ярким страницам истории Петропавловска-Камчатского относятся четыре события: во-первых, Петропавловская оборона города и полуострова в августе 1854 года во время Крымской войны (1853—1856) от превосходящих сил объединённого англо-французского флота с корпусом морской пехоты на борту; во-вторых, оборона Камчатки от японской армии и браконьеров в годы Русско-японской войны (1904-1905); в-третьих, вклад трудящихся в Победу в Великой Отечественной войне (1941-1945): город поставлял для нужд фронта огромное количество рыбы, занимался производством снарядов и даже собрал денежные средства на создание танковой колонны «Камчатский рыбак»; и в-четвёртых, Курильская десантная операция базировавшихся на Камчатке войск 2-го Дальневосточного фронта и Тихоокеанского флота СССР против японских войск в ходе Советско-японской войны (1945) — заключительная страница Второй мировой войны.
Постройка в Петропавловске в военный период морского порта, способного перерабатывать в год до миллиона тонн различных грузов, за короткий срок в условиях крайне ограниченных ресурсов стала конкретным воплощением понятия «Трудовой подвиг» и определяющим фактором экономического и социального развития области в послевоенные годы. Указом Президиума Верховного Совета СССР от 31 октября 1972 года Петропавловск-Камчатский был награждён орденом Трудового Красного Знамени. А Указом президента Российской Федерации № 1458 от 3 ноября 2011 года городу Петропавловску-Камчатскому присвоено почётное звание «Город воинской славы». Инициатива по присвоению звания, исходившая от депутатов Городской Думы и городских общественных организаций, была поддержана администрацией города. 23 февраля 2012 года в Екатерининском зале Московского Кремля состоялась церемония вручения грамот о присвоении звания городам, в числе которых был Петропавловск-Камчатский. Грамоту из рук президента получили глава Петропавловка-Камчатского Владимир Семчев, председатель городского Совета ветеранов войны, труда, Вооружённых Сил и правоохранительных органов, участник Великой Отечественной войны Виктор Денищенко, курсант Камчатского государственного технического университета Александр Квитко.
В соответствии с Указом Президента РФ от 1 декабря 2006 года № 1340, в каждом городе, удостоенном этого высокого звания, устанавливается стела, посвящённая этому событию. В 2013 году городской администрацией был проведён творческий конкурс, а 12 сентября 2015 года состоялось торжественное открытие мемориала, приуроченное к 275-й годовщине основания города. В церемонии приняли участие ветераны, представители властей, молодежи, общественников и военнослужащие Группировки войск и сил на северо-востоке России. Памятник освятил епископ Петропавловский и Камчатский Артемий. 24 февраля 2015 года поступила в обращение почтовая марка, а 18 декабря 2015 года в обращение была выпущена памятная монета «Город воинской славы Петропавловск-Камчатский» номиналом 10 рублей. Ещё одним символом стал Меч Победы, вручённый Петропавловску-Камчатскому, как и другим городам воинской славы, 9 июня 2022 года в зале Славы Музея Победы в парке Победы на Поклонной горе в Москве. Изготовленный в Златоусте меч покрыт золотом высшей 999,9 пробы и инкрустирован уральскими самоцветами — гранатами, символизирующими пролитую кровь, и голубыми топазами, которые считаются символом мира. Длина мечей составляет 1,2 метра, вес — более пяти килограммов. На клинке, украшенном растительным орнаментом, высечены знаменитые слова князя Александра Невского: «Кто с мечом к нам придет, тот от меча и погибнет». Ранее, в апреле 2015 года, аналогичные Мечи Победы были переданы на вечное хранение городам-героям.
Мемориал — символ мужества и воинской славы — представляет собой полированную гранитную колонну дорического ордера (с бронзовыми капителью и базой) на массивном основании, облицованном камнем. Пьедестал и ствол колонны выполнены из цельного массива гранита, привёзенного из Балтийского месторождения под Санкт-Петербургом. Наверху колонны — бронзовый государственный герб России, на постаменте в бронзовом картуше располагается текст Указа Президента РФ о присвоении почётного звания, а на оборотной стороне — бронзовый герб Петропавловска-Камчатского. Мемориал украшают бронзовые барельефы с сюжетами исторических событий, увековечивающими подвиг защитников Отечества. Четыре из них расположены на центральном пьедестале, остальные восемь на гранитных пилонах, находящихся по периметру памятника. По сторонам квадратной площадки прикреплены чёрные цепи. На стелу ушло 300 тонн гранита и 5 тонн бронзовых изделий. Вместе с насыпным холмом и постаментом высота памятника достигает 17 метров – это одна из самых высоких стел в России. Большая высота связана с необходимостью соотношения масштаба с морской панорамой, поэтому колонну возвели на пьедестал (стелы подобного типа есть также в Архангельске, Анапе, Волоколамске, Ломоносове и Малоярославце).
Автор проекта — скульптор Российской академии художеств С. А. Щербаков. Камчатский художник Игорь Старицын — автор эскизов, по которым изготовлены бронзовые барельефы, отражающие четыре важнейших события из военной истории Петропавловка-Камчатского. 
Площадь возле мемориала, отделанная тротуарной плиткой и гранитом в разных уровнях с устройством подиумов для трибун и сцены, стала местом проведения торжественных городских мероприятий и праздников.

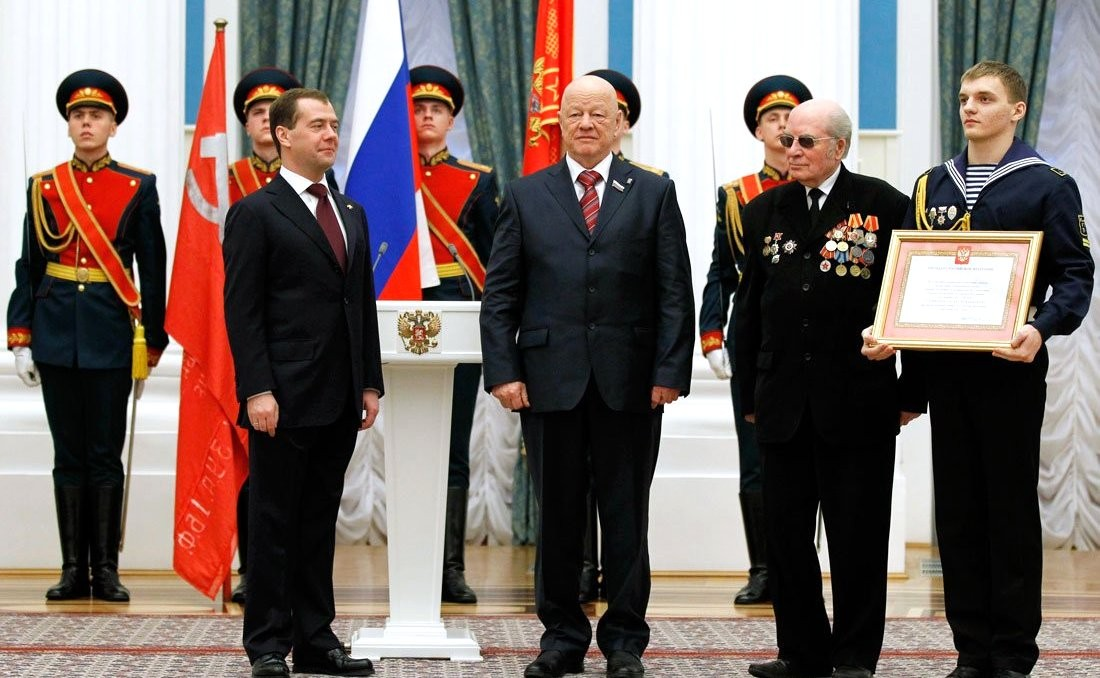
Вручение Д. А. Медведевым представителям Петропавловска-Камчатского грамоты о присвоении звания
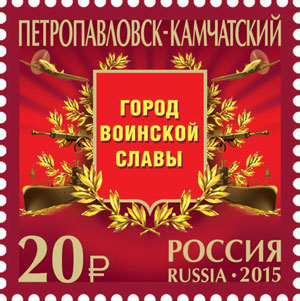
Памятная марка, посвящённая городу воинской славы
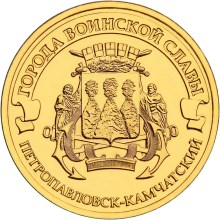
Изображение герба города воинской славы на монете
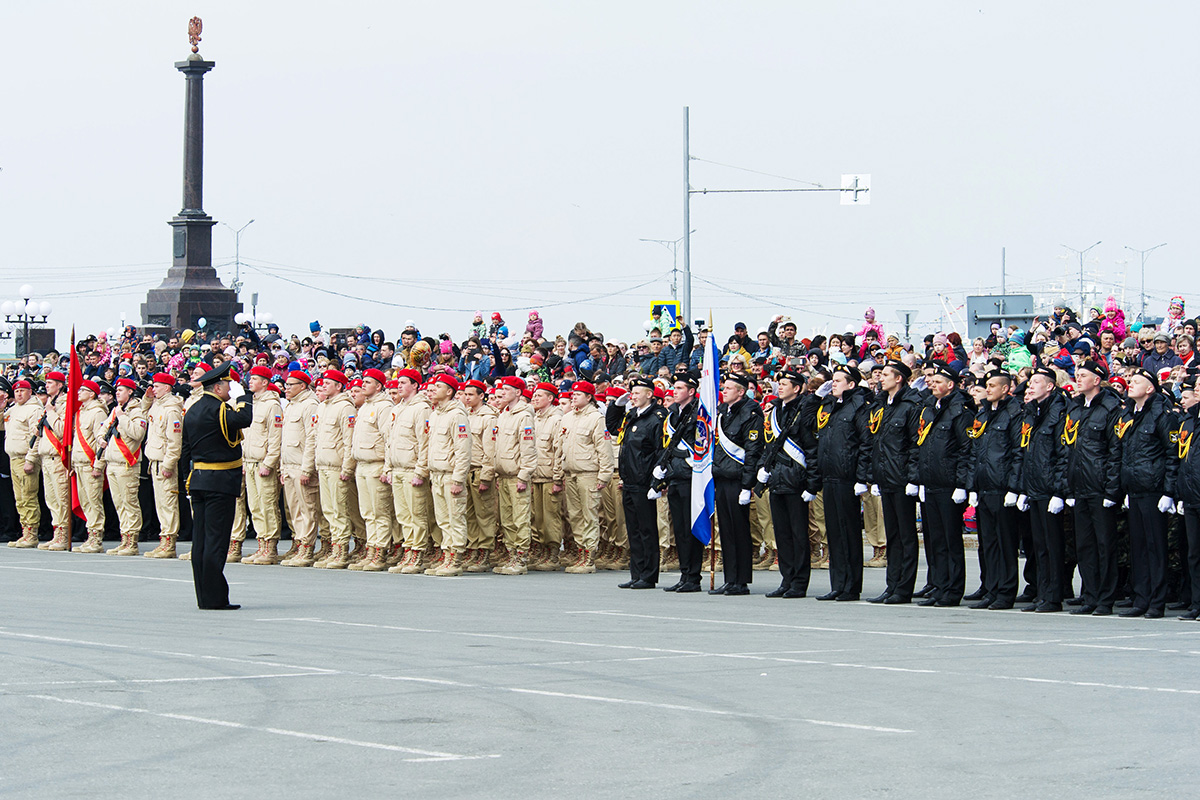
На параде в День Победы 9 мая 2019 года
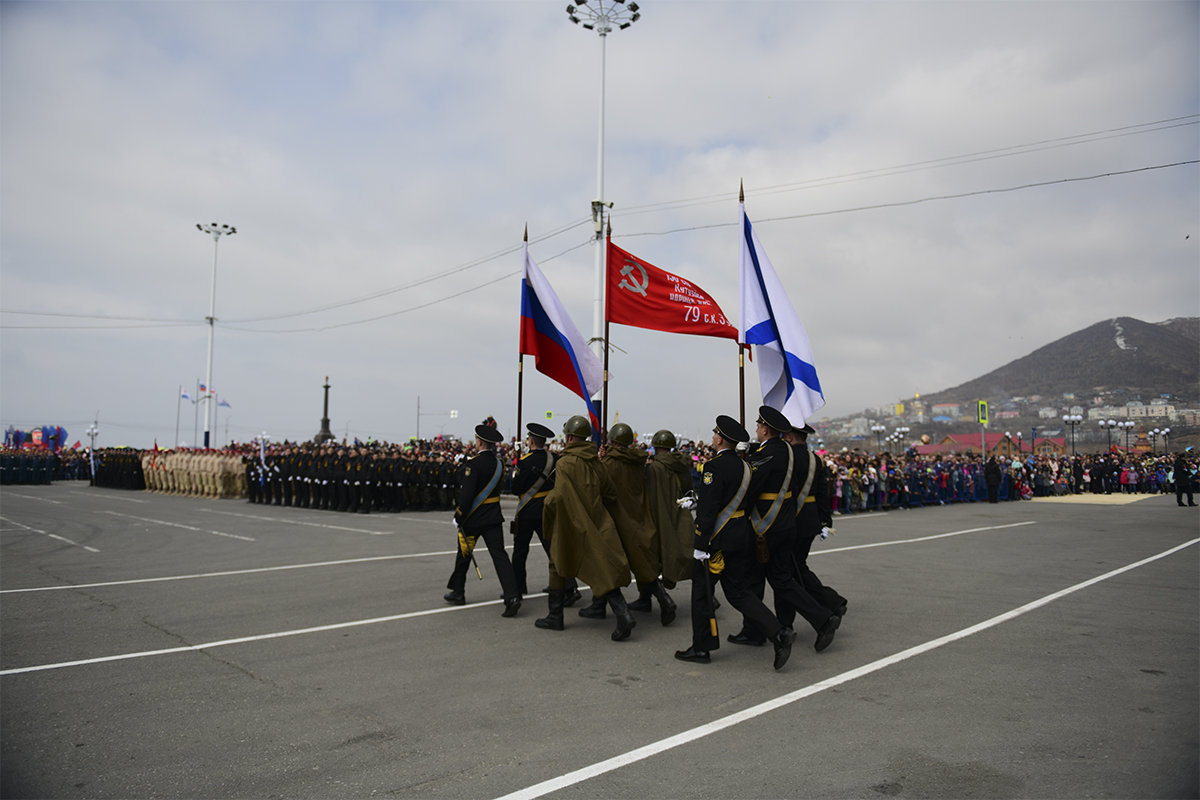
Торжественное прохождение войск на параде в День Победы 9 мая 2019 года